# Oncidium luteum
Oncidium luteum är en orkidéart som beskrevs av Robert Allen Rolfe. Oncidium luteum ingår i släktet Oncidium och familjen orkidéer. Inga underarter finns listade i Catalogue of Life.